# Abroscelis
Abroscelis este un gen (relativ mic) de coleoptere din familia Carabidae, subfamilia Cicindelinae.

## Specii
Mai jos este o listă de specii care sunt în genul Abroscelis:
- Abroscelis anchoralis Chevrolat, 1845
- Abroscelis longipes Fabricius, 1798
- Abroscelis maino MacLeay, 1876
- Abroscelis mucronata Jordan, 1894
- Abroscelis psammodroma Chevrolat, 1845
- Abroscelis tenuipes Dejean, 1826